# Campo Canela
Campo Canela är en ort i Mexiko.   Den ligger i kommunen Xochitepec och delstaten Morelos, i den sydöstra delen av landet, 70 km söder om huvudstaden Mexico City. Campo Canela ligger 1 117 meter över havet och antalet invånare är 131.
Terrängen runt Campo Canela är kuperad åt nordost, men åt sydväst är den platt. Runt Campo Canela är det tätbefolkat, med 591 invånare per kvadratkilometer. Närmaste större samhälle är Cuernavaca, 15,5 km norr om Campo Canela. I omgivningarna runt Campo Canela växer huvudsakligen savannskog.